# Arbetslivserfarenhet
Arbetslivserfarenhet innebär de praktiska erfarenheter personen har skaffat sig under sin tid som anställd hos en arbetsgivare.
Arbetslivserfarenhet är ofta den viktigaste meriten när man söker en anställning. För nyexaminerade kan, under dåliga tider, bristen på arbetslivserfarenhet vara hindret för att komma in på arbetsmarknaden vilket kan ge en känsla av ett omöjligt dilemma, ett moment 22.